# Marcello Fois
Marcello Fois (Nuoro, 20 de gener de 1960) és un escriptor i guionista italià.

## Biografia
L'any 1986 obté la llicenciatura en Filologia italiana per la Universitat de Bolonya. El 1989 escriu la seva primera novel·la, Ferro Recente publicada a Itàlia el 1992 i en castellà el 2001 (Hierro reciente, editorial Espasa).
També el 1992 publica Picta, amb el qual obté (ex aequo amb Mara De Paulis) el Premio Italo Calvino; mentre que el 1997, amb Nulla, rep el Premio Dessì.
El 1998 apareix Sempre caro, primera novel·la d'una trilogia que continua amb Sangue dal cielo i L'altro mondo, ambientada a la ciutat sarda de Nuoro a les acaballes del segle xix i protagonitzada per l'advocat Bustianu, inspirat en un advocat i poeta que va existir realment, Sebastiano Satta. Sempre caro (publicat en català a La Campana i en castellà a Salamandra el 2001) li va valdre el Premio Scerbanenco l'any 1998. Amb Dura madre guanya l'any 2002 el Premio Fedeli.
Fois també escriu guions per a televisió, cinema i teatre i fins i tot ha escrit un llibret operístic basat en la novel·la Tanit de Valerio Evangelisti.
L'any 2007, amb la novel·la Memoria del vuoto, publicada per Einaudi el 2006, per Hojadelata el 2014 (Memoria del vacío) i per Periscopi el 2015 (Memòria del buit), guanya el Premio Super Grinzane Cavour de narrativa italiana, el premi Volponi i el Premio Alassio Centolibri - Un Autor per Europa.
Amb Giulio Angioni i Giorgio Todde forma part dels fundadors dels festival literari L'isola delle storie de Gavoi.
Se'l considera membre de la nova literatura sarda.
L'estiu de 2017, el Gremi de Llibreters de Barcelona i de Catalunya atorga el Premi Llibreter en la categoria "Altres literatures" a la traducció en castellà de la seva novel·la Estirpe, publicada per Hoja de lata.